# Jules Gimbert
Jules Gimbert (Francia, 2 de marzo de 1998) es un jugador profesional francés de rugby que se desempeña en la posición de medio scrum en Stade Français Paris, equipo perteneciente a la liga Top 14.

## Carrera
Gimbert es un jugador de formación francesa (JIFF). Comenzó su carrera deportiva con el equipo Union Bordeaux Bègles, en el cual jugó nueve temporadas (2014-2023), después pasó a Stade Français Paris, donde lleva jugando una temporada.